# Општина Гура Витиоареј (Прахова)
Гура Витиоареј (рум. Gura Vitioarei) општина је у Румунији у округу Прахова.
Oпштина се налази на надморској висини од 299 m.